# Municipio de King (Dakota del Sur)
El municipio de King (en inglés: King Township) es un municipio ubicado en el condado de Tripp en el estado estadounidense de Dakota del Sur. En el año 2010 tenía una población de 25 habitantes y una densidad poblacional de 0,27 personas por km².

## Geografía
El municipio de King se encuentra ubicado en las coordenadas 43°32′35″N 99°48′7″O / 43.54306, -99.80194. Según la Oficina del Censo de los Estados Unidos, el municipio tiene una superficie total de 93.04 km², de la cual 92,89 km² corresponden a tierra firme y (0,16 %) 0,15 km² es agua.

## Demografía
Según el censo de 2010, había 25 personas residiendo en el municipio de King. La densidad de población era de 0,27 hab./km². De los 25 habitantes, el municipio de King estaba compuesto por el 100 % blancos. Del total de la población el 0 % eran hispanos o latinos de cualquier raza.